# 羅門光三郎
羅門 光三郎（らもん みつさぶろう、1901年10月10日 - 1976年5月6日）は、日本の元俳優である。本名は岩井 憲次（いわい けんじ）。旧芸名は岩井 健夫（いわい たけお）、芳澤 一郎（よしざわ いちろう）。剣戟映画を得意とする映画会社を渡り歩いた剣戟スターである。

## 来歴・人物

### 誕生・新派俳優として
1901年（明治34年）、大阪府西成郡今宮町（現在の大阪市西成区）に生まれる。成器商業学校（現在の大阪学芸高等学校）中退。
1921年（大正10年）、新派成美団に入り、武村新（1891年 - 1960年）の弟子となり、関西地区の各劇場に出演。後に東京府東京市浅草区（現在の東京都台東区）にあった凌雲座、剣星座等の小芝居にも出演していた。

### 映画界へ・剣戟スターに
1927年（昭和2年）夏、阪東妻三郎プロダクションを退社した悪麗之助（1902年 - 1931年）が独立して、大阪港パーク撮影所でマキノ・プロダクションを退社した河原崎権三郎を主演にして撮影されたサイレント映画『彼は復讐を忘れたか』で映画デビューを果たす。ところが、同プロダクションは間も無く解散。同年末、東亜キネマへ入社。これまで本名の岩井憲次または岩井健夫という芸名で活動していたが、同社の剣戟スターであった光岡龍三郎（1901年 - 1961年）の弟子となり、アメリカの映画俳優ラモン・ナヴァロ（1899年 - 1968年）の「ラモン」と光岡の「光」、龍三郎の「三郎」を取って羅門光三郎と名乗る。入社当初は助演作品が続いていたが、1928年（昭和3年）、吉頂寺光（後の吉頂寺晃、1906年 - 没年不詳）の入社第一回主演作品である村越章二郎監督映画『建国の鐘』で共演して以来、村越監督映作品を中心に大活躍し、東亜時代劇スターの一翼を担う存在となる。
中でも1931年（昭和6年）に公開された、直木三十五原作の山口哲平監督映画『南国太平記』では松竹と競作となったが、羅門が演じた益満休之助は松竹の剣戟俳優月形龍之介（1902年 - 1970年）に勝るとも劣らない主演ぶりであり、一気に同社のトップスターとなる。またこの間、同じく同社の女優であり、共演も多かった原駒子（1910年 - 1968年）と結婚している。

### 三流キネマ時代
1931年（昭和6年）、東亜キネマは営業不振から代行会社であった東活映画社に製作が移されるが、羅門は残留する。そして後藤岱山監督の第一回作品『薩南大評定』に原と共演。ところが羅門は解散を予兆して直ぐに退社し、1932年（昭和7年）2月、大阪市の某印刷業者を出資者に、奈良県生駒郡生駒町（現在の同県生駒市）にあった月形プロダクションの跡地に創立された富国映画社に原と共に入社する。ところが、こちらも同年に間も無く解散。その後はかつてのヒット作品『南国太平記』を提げて原と共に四国地方を中心に実演の旅に出たが、同年11月、今度は宝塚キネマに入社して多数の作品で主演を務めるも奮闘は虚しく、1934年（昭和9年）1月に間も無く解散。
その後フリーとなって片岡千恵蔵プロダクション、第一映画社等の作品に出演していたが、1935年（昭和10年）2月に発足した極東キネマ甲陽撮影所へ入社する。同年、仁科熊彦監督の第一回作品『益満休之助』二部作を始め、多数の作品で主演を務めた。ところが同年、原と離婚。更に1936年（昭和11年）3月、大阪市外の古市白鳥園撮影所に撮影所を移転した際、極東キネマは分裂。羅門は残留組として甲陽映画社に加わり、数本の作品に出演するが、同社で初めてサウンド版を経験する。後に資金・興行を受け持っていた千鳥興行から独立し、共同経営者となるが、またもや経営不振で1937年（昭和12年）3月に解散。解散後、今井理輔が創立した今井映画製作所に海江田譲二（1908年 - 1986年）と共に招かれ、短期間ではあるが、数本の作品に立て続けに主演を務めた。

### 新興キネマから大映へ
1938年（昭和13年）2月、今井映画製作所が東宝映画京都撮影所に吸収されたのを機に同年5月、新興キネマ京都撮影所に入社し、約10年に及んだ三流キネマや弱小プロダクション遍歴に終止符を打つ。以後も多くの作品に主演・助演を務める。
1942年（昭和17年）、新興キネマは大映に統合されるが、羅門は引き続き京都撮影所に在籍し、以後も阪東妻三郎、片岡千恵蔵、市川右太衛門、嵐寛寿郎といった四大スターと多数の作品で共演し、戦争末期まで活躍した。
戦後も1945年（昭和20年）9月公開の丸根賛太郎監督映画『狸の呉れた赤ん坊』等に出演していたが、後に連合国軍最高司令官総司令部（GHQ）から時代劇に厳しい制約が加えられたため、現代劇の出演を余儀なくされる。これまで時代劇を中心に活躍していた役者が慣れずにいる中、羅門は数本の作品で現代劇にも意欲を燃やした。ところが1946年（昭和21年）、立ち回り中に左眼を負傷してしまい、失明する。失明の原因については、メチルアルコールを呑んだためであるとも言われている。1952年（昭和27年）4月、サンフランシスコ平和条約が発効すると共に時代劇の制約も解け、羅門も再び時代劇に転向するが、1946年（昭和21年）公開の春原政久監督映画『狸になった和尚さん』を最後に主演作品が製作されておらず、既に脇役に回されていたが、それでも羅門は多数の作品で助演した。
しかし1962年（昭和37年）、失明がもとで健康を損ね、同年に出演した作品は木村恵吾監督映画『鉄砲安の生涯』のみである。1963年（昭和38年）、体調が優れない中、田中徳三監督映画『座頭市兇状旅』に出演していたが、同作を最後に姿を消した。出演作品は戦前169本、戦後113本を数える。

### 引退後の消息
1970年（昭和45年）頃、京都府京都市上京区にある京都双岡病院に数年間入院し、その後老人ホームに入所していたと言われている。1979年（昭和54年）に発行された『日本映画俳優全集 男優篇』等ほとんどの資料では、以後の羅門の消息を不明とし、長らく没年不詳とされていたが、1976年（昭和51年）5月6日に亡くなった事が判明した。満74歳没。

## 出演映画

### 1920年代
1927年
- 彼は復讐を忘れたか

1928年
- 男女異相
- 建国の鐘
- 慶安妖飛録
- 狂恋呪門 前編
- 狂恋呪門 後編
- 高杉晋作
- 飛竜の嵐

1929年
- 丑の刻前後
- 唐人蝙蝠伝（目明し井筒屋銀五郎 役）
- 新説荒木又右衛門 前後篇（阿部四郎五郎 役）
- 生恋の瞳
- 腕の喜三郎
- からくり蝶 前篇（鳥羽玉小僧 役）
- 村上喜剣
- 道中差し
- からくり蝶 後篇（鳥羽玉小僧 役）
- 鞍馬天狗（近藤勇 役）
- 月形半平太（藤岡九十郎 役）
- 明暦風流陣（紙屋三十郎 役）
- 由利根元大殺記 前篇（興津直正 役）
- 美男葛 前篇
- 美男葛 後篇（吉岡栄之輔 役）
- 仇討浄瑠璃坂 前篇（奥平家家臣・奥平伝蔵 役）
- 仇討浄瑠璃坂 後篇（奥平家家臣・奥平伝蔵 役）
- 競艶刺青草紙
- 鞍馬八剣士
- 貝殻一平 前篇（松平主税介 役）
- 二刀流安兵衛（片岡源吾衛門 役）

### 1930年代
1930年
- 維新鉄仮面 第一篇
- 貝殻一平 後篇（松平主税介 役）
- 幕末浪人組
- 幻の影を追ひて
- 刃影走馬燈 前篇（山岡鉄太郎 役）
- 天狗騒動記（天狗党副総裁・田中源蔵 役）
- 刃影走馬燈 前篇（山岡鉄太郎 役）
- 豪侠十文字
- 魔剣 白藤幻之介
- 助太刀妻恋坂
- 大仇ケ原の涙陣
- 浪人の群（浪人・細川 役）
- 三剣怒濤に躍る
- 関東男くらべ
- 裏切小天狗
- 関取千両幟
- 八荒流騎隊
- 八荒流騎隊 興国篇

1931年
- 黒竜白虎の三勇士（戸田新八郎 役）
- 南国太平記 第一・第二篇（益満休之助 役）
- 南国太平記 双竜篇（益満休之助 役）
- 朱面組伝奇（緋房組目明し鯉吉 役）
- 天下の副将軍 前篇
- 風流殺法陣（飯沼晋之助 役）
- 天下の副将軍 万代篇
- 南国太平記 爆発篇（益満休之助 役）
- 陸の海賊
- 六助大道場
- 薩南大評定 黄金篇
- 薩南大評定 万能篇
- 風雲青葉城
- 天秤棒男一匹
- 小松竜三

1932年
- 大江戸評判記
- やくざ仁義
- 小天狗無宿陣
- きさらぎ九平 念流無敵篇（きさらぎ九平 役）
- 安政大獄
- 股旅ざんげ

1933年
- 紅騎一番隊
- 紅騎二番隊
- 隠密傀儡師
- 無敵の渡世師
- 紅騎三番隊
- 侠艶竜虎の渦
- 護寺院ケ原の火華
- 鳴子八天狗 前篇
- 鳴子八天狗 飛竜篇
- 鳴子八天狗 京洛篇
- 神風八幡隊 前篇
- 神風八幡隊 後篇
- 鳴子八天狗 完結篇
- 韋駄天数右衛門

1934年
- 利根の朝霧
- 血煙天明陣（戸ヶ崎熊太郎 役）
- 槍供養（岡田文之進 役）
- 建設の人々（金融業・増田 役）

1935年
- 折鶴お千（浮木 役）
- 利根の川霧（小御門の七兵衛 役）
- 益満休之助 比叡の巻（益満休之助 役）
- 益満休之助 江戸の巻（益満休之助 役）
- 弥八妻恋唄
- 荒木又右衛門
- 瓢箪弥九郎
- 月形半平太（月形半平太 役）
- 血煙天竜川
- 関口武勇伝
- 暁の槍騎兵
- 伊達誠忠録（原田甲斐 役）
- 忍術真田十勇士
- 猪の松晴の鍔鳴り

1936年
- 大義の烽火
- 仁侠真鶴音頭
- 元和三勇士
- あばれ長脇差
- 四谷怪談（民谷伊右衛門 役）
- 奇傑黒鷲 前篇（望月彦四郎、覆面 役）
- 奇傑黒鷲 後篇
- 侠骨番随院
- どくろ大明 第一篇
- どくろ大明 第二篇
- どくろ大明 第三篇
- 旅鴉時雨街道
- 謎の影法師
- 爆走白馬隊 前篇

1937年
- 爆走白馬隊 後篇
- 豪快村越三十郎
- 深夜の紅独楽
- 高杉晋作
- 快闘 富士の男伊達
- 赤尾の林蔵
- 怪奇 江戸川乱山（江戸川乱山 役）
- 両越大評定
- 海の大将軍
- 西郷南州

1938年
- 里見八犬伝 前篇
- 里見八犬伝 後篇
- 鬼吉喧嘩往来
- 俵星玄蕃
- 金毘羅代参 森の石松（森の石松 役）
- 薩摩飛脚（怪僧・瑞海坊主 役）
- 龍虎日本晴（伊達政宗 役）
- 御存じ紫頭巾（紫頭巾 / 堀越後守忠後の実子・堀小十郎 役）
- 孫悟空 一走万里の巻（孫悟空 役）

1939年
- 孫悟空 金角銀角の巻（孫悟空 役）
- 富士川の血煙（清水次郎長 役）
- 孫悟空 百花女園の巻（孫悟空 役）
- 次郎長裸道中（清水次郎長 役）
- 阿波狸合戦（小松島の金長親分 役）
- 山内一豊の妻（山内一豊 役）
- 金毘羅船（森の石松 役）
- 西郷と益満（益満休之助 役）
- 暴れだした孫悟空 （孫悟空 役）
- 鬼あざみ（小関の源蔵 役）
- 里見八犬伝（犬川荘助 役）
- 吉良の仁吉（清水次郎長 役）

### 1940年代
1940年
- 天保江戸桜 （水野越前守忠邦 役）
- 天野屋利兵衛（天野屋利兵衛 役）
- 変化騒動（秋月弥十郎 役）
- 照る日くもる日（佐幕派の巨魁・加納八郎 役）
- 愛染河内山（河内山宗俊 役）
- 続阿波狸合戦（小松島の金長親分 役）
- 安中草三郎（安中草三郎 役）
- 萩寺の長七（渡世人・萩寺の長七 役）
- 風雲越後城（水戸家の隠密・滝口三郎兵衛 役）
- 落花の舞（丸橋忠弥 役）

1941年
- 罪なき町（町奉行・岡田十右衛門 役）
- 明け行く土（次郎兵衛の下僕・市兵衛 役）
- 夫婦太鼓（水戸浪士・小関道之助 役）
- 羅生門（渡辺の綱 役）
- 愛の砲術（大野木野鶴 役）
- 阿修羅姫（浪人・柿沼蒼竜軒 役）
- 花丸小鳥丸（浪人・大友八郎 役）
- 紅葉狩（平維盛 役）
- 伊賀越東軍流（荒木又右衛門 役）
- 元禄忠臣蔵 前篇（井関徳兵衛 役）
- 直参風流男（旗本・由比若狭之介 役）

1942年
- 大村益次郎（新宮十蔵 役）
- 維新の曲（中岡慎太郎 役）
- 大阪町人
- 伊賀の水月（桜井甚左衛門 役）
- お市の方（浅井日向 役）
- 江戸の朝霧

1943年
- 虚無僧系図（関根嘯々 役）
- マリア・ルーズ號事件 奴隷船（安達邏卒長 役）
- 火砲の響

1944年
- 剣風練兵館（次男歌之助 役）
- 菊池千本槍 シドニー特別攻撃隊（宮部鼎蔵 役）
- 土俵祭（玉ケ崎 役）
- ベンガルの嵐
- 小太刀を使ふ女（貴島清 役）
- 河童大将
- かくて神風は吹く（甲会冠者通経 役）

1945年
- 紅顏鼓笛隊
- 生ける椅子（三之村利助 役）
- 花婿太閤記
- 狐の呉れた赤ん坊（辰 役）

1946年
- 殴られたお殿様（中村三津蔵 役）
- 扉を開く女（内藤先生 役）
- 飛ぶ唄（乾小弥太 役）
- 手袋を脱がす男（雲長 役）
- 国定忠治（日光の円蔵 役）
- 狸になった和尚さん（凡海和尚 役）
- 槍おどり五十三次（助十 役）
- 恋三味線

1947年
- 海の狼（津森音吉 役）
- 月の出の決闘（平吉 役）
- 宵祭八百八町
- 白粉帖

1948年
- 夜の門
- 好色五人女（喜七 役）
- Zの戦慄（加藤刑事 役）

1949年
- 天狗飛脚（へちまの辰 役）
- 飛騨の暴れん坊（辰吉 役）
- 幽霊列車
- 透明人間現わる（松原捜査主任 役）

### 1950年代
1950年
- 大岡政談 将軍は夜踊る（伝七 役）
- 東海道は兇状旅
- 鬼あざみ
- 緋牡丹盗賊

1951年
- 阿修羅判官
- 月の渡り鳥
- 万花地獄
- 上州鴉（疋五郎 役）
- 名月走馬燈
- 折鶴笠
- 女次郎長ワクワク道中
- 愛染橋
- 十六夜街道（駒木野三平 役）
- 稲妻草紙（風速兵衛 役）

1952年
- 阿波狸屋敷（伊予の鱶入道 役）
- 修羅城秘聞 双竜の巻（高垣勘兵衛 役）
- 乞食大将〈製作は1945年〉（宇都宮鎮房 役）
- 続・修羅城秘聞 飛竜の巻（高垣勘兵衛 役）
- 銭形平次捕物控 地獄の門
- 滝の白糸（寅五郎 役）
- 大あばれ孫悟空（猪八戒 役）
- 大佛開眼（酒麻呂 役）

1953年
- 雨月物語（丹羽方の部将 役）
- 砂絵呪縛（鳥羽勘蔵 役）
- 続砂絵呪縛雪女郎（鳥羽勘蔵 役）

1954年
- お菊と播磨（旗本坂部 役）
- 阿波おどり狸合戦（屋島の禿狸 役）
- 殴り込み孫悟空（独角 役）
- 知らずの弥太郎
- 投げ唄左門二番手柄 釣天井の佝僂男（隼一角 役）

1955年
- 次男坊判官
- 鬼斬り若様
- 新・平家物語（了観 役）
- いろは囃子
- 俺は藤吉郎（雷門権四郎 役）

1956年
- 又四郎喧嘩旅
- 新・平家物語 義仲をめぐる三人の女（石田為久 役）
- 青竜の洞窟（龍（豹の輩下） 役）
- 花の兄弟
- 花頭巾（旗本小姓頭・竜ヶ瀬逸当 役）
- 逢いぞめ笠（吉兵衛 役）
- やくざ大名（大村新八郎 役）
- 新・平家物語 静と義経（横川覚範 役）

1957年
- 源氏九郎颯爽記 濡れ髪二刀流
- 清水港喧嘩旅（相模屋伊平次 役）

1958年
- おけさ鴉（西森竹十郎 役）
- ふり袖纏（堀田左衛門尉 役）
- 忠臣蔵（吉良家付人・鳥井理右衛門 役）
- 白蛇小町（鐘鬼の仁右衛門 役）
- 日蓮と蒙古大襲来
- 濡れ髪剣法
- 伊賀の水月

1959年
- 女と海賊（題目の伊三 役）
- 山田長政 王者の剣（ビルマの将官 役）
- ジャン有馬の襲撃
- 関の弥太っぺ（鹿島の延造 役）

### 1960年代
1960年
- 虹之介乱れ刃
- 続次郎長富士
- 大菩薩峠 竜神の巻

1961年
- 続・悪名
- 黒い三度笠
- 銭形平次捕物控 美人鮫

1962年
- 鉄砲安の生涯

1963年
- 座頭市兇状旅（つむぎの卯之助 役）